# Cervejaria Babel
A Cervejaria Babel é uma cervejaria artesanal brasileira com sede em Porto Alegre, no estado do Rio Grande do Sul. Fundada em 2012, a empresa iniciou suas atividades em 2013, destacando-se no cenário cervejeiro nacional pela qualidade de seus produtos, pela abertura de seu próprio pub, o The Pint, e pela realização de importantes festivais do setor.
Ao longo de sua história, a Babel enfrentou e superou desafios significativos, incluindo uma mudança de endereço, os impactos da pandemia de COVID-19 e uma grande enchente que devastou suas instalações em 2024, exigindo uma complexa reconstrução.

## História
A Cervejaria Babel foi oficialmente registrada em 2012, resultado do projeto do engenheiro e mestre cervejeiro Humberto Fröhlich. As operações da fábrica tiveram início no ano seguinte, em 2013, em um galpão localizado na Rua Provenzano, no bairro Anchieta, em Porto Alegre, uma área que se consolidou como polo cervejeiro da cidade.
Desde o início, a proposta da Babel foi explorar a diversidade de estilos de cerveja, fazendo uma alusão à Torre de Babel, onde, segundo a lenda, múltiplas línguas eram faladas. A cervejaria passou a produzir tanto receitas clássicas de escolas cervejeiras consagradas mundialmente quanto criações próprias e inovadoras

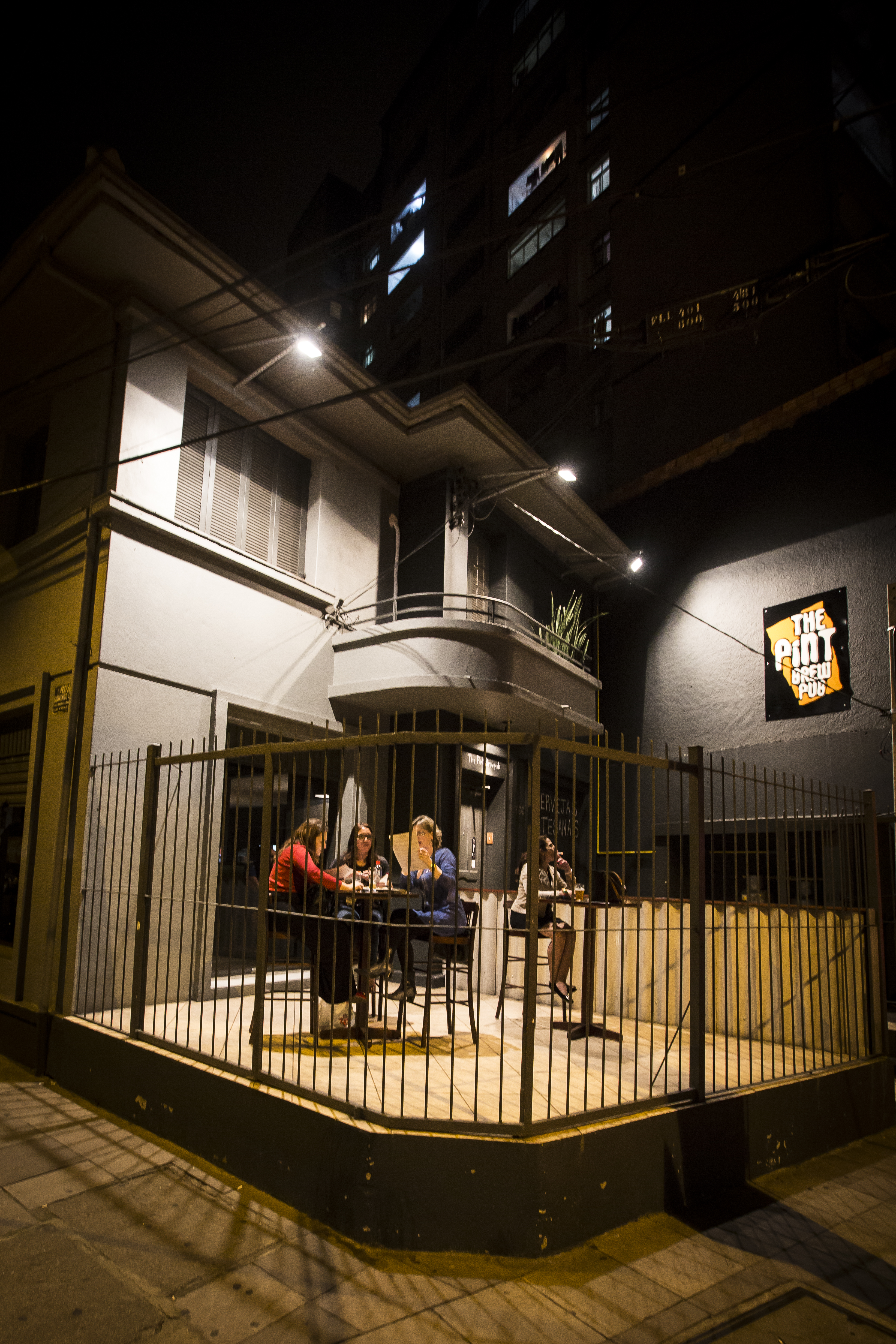
Fachada do The Pint Brewpub em 2014

## The Pint Brewpub
Em janeiro de 2014, buscando uma forma de viabilizar a cervejaria e ter um canal direto com os consumidores, a Babel inaugurou o The Pint Brewpub, o seu pub oficial. Localizado na Rua José do Patrocínio, 366, no boêmio bairro Cidade Baixa, o pub foi instalado em um prédio da década de 1950, tombado pelo Patrimônio Cultural de Porto Alegre. O The Pint foi projetado para ser uma extensão da fábrica, com uma decoração que remetia ao ambiente fabril, utilizando materiais reaproveitados do galpão da cervejaria.
O bar contava com dez torneiras, servindo cervejas da Babel e de cervejarias convidadas. A criação do pub foi uma forma de "aumentar a capacidade produtiva da Babel e fidelizar os clientes". O The Pint encerrou suas atividades em outubro de 2015.

## Premiações
A qualidade das cervejas da Babel foi reconhecida em diversos concursos nacionais e internacionais. A tabela abaixo resume as principais premiações recebidas pela cervejaria:
| Ano  | Competição                                 | Medalha | Cerveja      | Estilo                |
| ---- | ------------------------------------------ | ------- | ------------ | --------------------- |
| 2014 | Copa Cervezas de América (Chile)           | Ouro    | Lucky Jack   | Ordinary Bitter       |
| 2015 | Concurso Brasileiro de Cervejas (Blumenau) | Bronze  | Lucky Jack   | Ordinary Bitter       |
| 2015 | Concurso Brasileiro de Cervejas (Blumenau) | Bronze  | Blonde       | Blonde or Golden Ale  |
| 2015 | South Beer Cup (Argentina)                 | Ouro    | Ka'a         | Indigenous Beer       |
| 2017 | Concurso Brasileiro de Cervejas (Blumenau) | Prata   | Summer Stout | Irish-Style Dry Stout |
| 2017 | Concurso Brasileiro de Cervejas (Blumenau) | Prata   | Cornucopia   | Specialty Saison      |
| 2017 | Concurso Brasileiro de Cervejas (Blumenau) | Prata   | Lucky Jack   | Ordinary Bitter       |
| 2018 | Concurso Brasileiro de Cervejas (Blumenau) | Ouro    | Summer Stout | Irish-Style Dry Stout |
| 2018 | Concurso Brasileiro de Cervejas (Blumenau) | Prata   | Lucky Jack   | Ordinary Bitter       |

Fontes da tabela:

## Festivais na Fábrica
A Cervejaria Babel teve um papel pioneiro na organização de festivais de cerveja artesanal em Porto Alegre, utilizando seu próprio espaço de fábrica como local para eventos que se tornaram marcos no calendário da cidade.

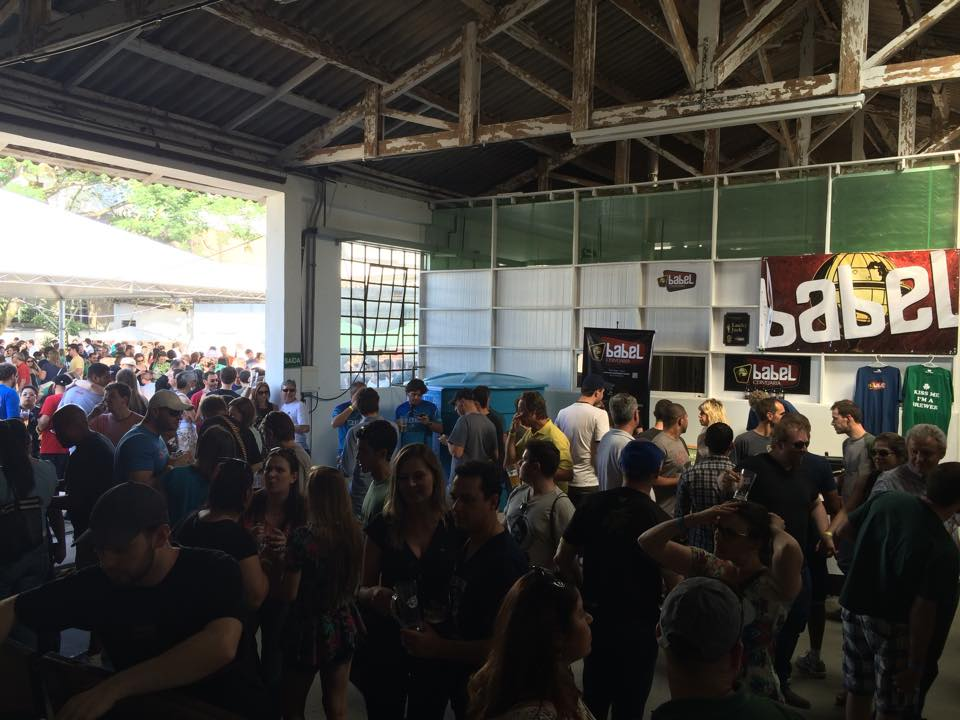
Público no Porto Alegre Beer Fest 2014

### POA Beer Fest
Em novembro de 2014, a Babel foi a anfitriã e uma das organizadoras da primeira edição do Porto Alegre Beer Fest. O evento reuniu outras sete cervejarias gaúchas (Lagom, Irmãos Ferraro, Seasons, Maniba, Baldhead, Távola e Coruja) na fábrica da Babel, na Rua Provenzano. O festival contou com a presença de bandas e food trucks e se consolidou como uma iniciativa importante para a promoção da cultura cervejeira local.

### IPA Day RS
Em agosto de 2016, a fábrica da Babel sediou o 1º IPA Day RS, um festival dedicado ao estilo de cerveja India Pale Ale (IPA). O evento reuniu cerca de 50 rótulos de IPAs produzidas no Rio Grande do Sul, celebrando a popularidade do estilo entre os consumidores. Além da degustação de cervejas, o festival contou com shows e opções de gastronomia, consolidando a fábrica como um importante ponto de encontro da cena cervejeira gaúcha.

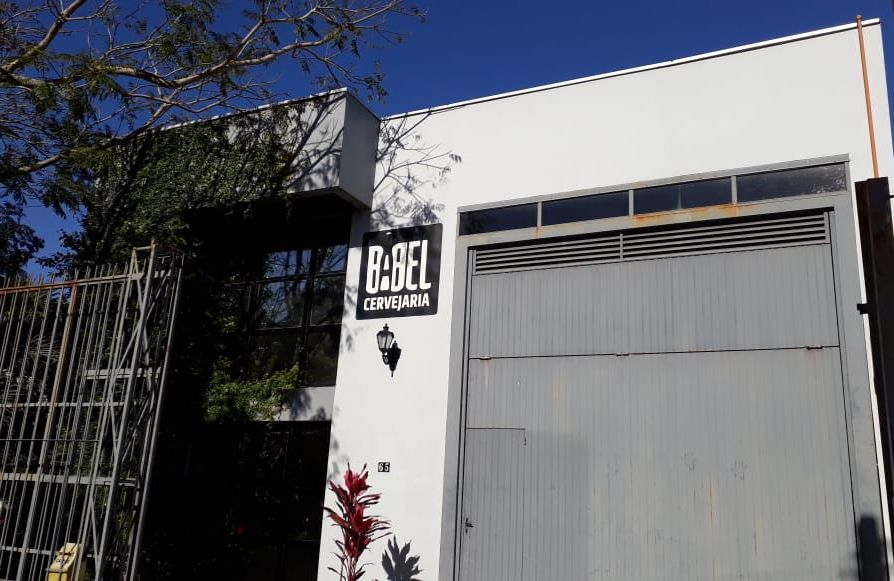
Fachada da Cervejaria Babel em 2019

## Mudança e Reestruturação
Em 2017, a cervejaria passou por uma reestruturação que incluiu a mudança de seu local de produção. A empresa deixou a sede original na Rua Provenzano e se instalou em um espaço menor, na Rua João Carlos More, também no bairro Anchieta. A mudança foi uma estratégia para reequilibrar as finanças e garantir a sustentabilidade do negócio.

## Enfrentamento da Pandemia (2020-2021)
A pandemia de COVID-19 impôs severos desafios à Cervejaria Babel. Com cerca de 99% de sua clientela composta por bares e restaurantes (pessoas jurídicas), o fechamento destes estabelecimentos durante os períodos de lockdown paralisou quase que totalmente suas vendas. Para sobreviver, a empresa precisou se reinventar. A estratégia de sobrevivência focou na venda direta ao consumidor final, principalmente através de e-commerce e da venda de cerveja fresca em growlers na região de Porto Alegre. Após a pandemia, a produção e o faturamento ficaram em cerca de um terço do patamar anterior, e a estrutura foi drasticamente reduzida.

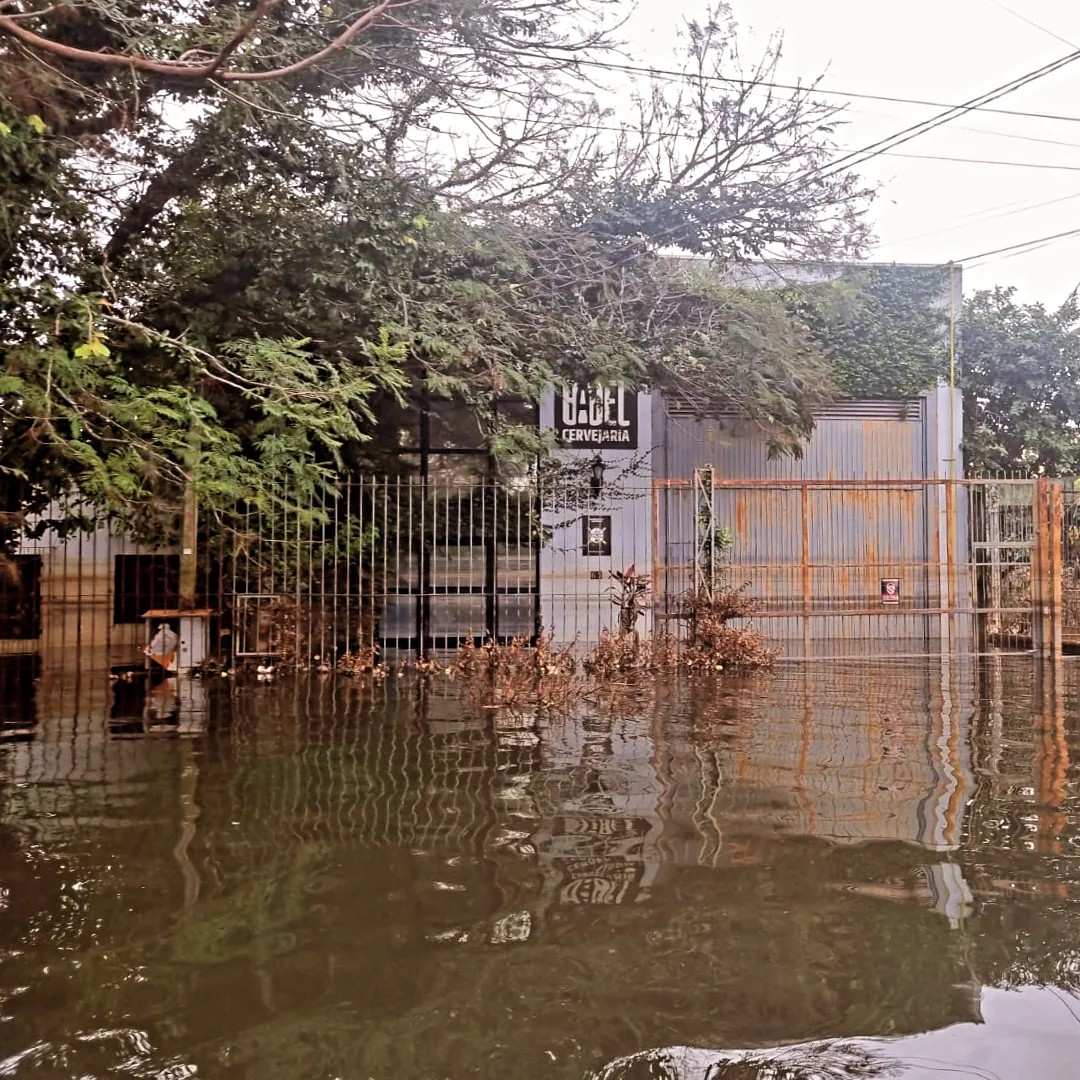
Cervejaria Babel inundada na enchente em maio de 2024.

## Enchente de 2024 e Reconstrução
Em maio de 2024, a Cervejaria Babel foi uma das milhares de empresas atingidas pela enchente histórica que assolou o Rio Grande do Sul. Localizada no bairro Anchieta, uma das áreas mais afetadas de Porto Alegre, a fábrica ficou 34 dias submersa. A água, misturada com barro e esgoto, atingiu mais de dois metros de altura dentro do pavilhão, destruindo equipamentos, insumos, rótulos e embalagens.
O prejuízo financeiro foi estimado em R$ 150 mil. Com a perda de praticamente toda a sua estrutura produtiva, o futuro da cervejaria tornou-se incerto. Diante da devastação, foi iniciado um complexo processo de reconstrução. Os reparos nos maquinários e na infraestrutura que puderam ser salvos foram feitos com mão-de-obra própria, além do trabalho de voluntários. O custeio da compra de peças e de materiais foi feito através de doações.
Para financiar parte da reconstrução, a Cervejaria Babel lançou uma campanha de financiamento coletivo na plataforma APOIA.se, intitulada "SOS Babel". A iniciativa buscou o apoio da comunidade cervejeira e de clientes para arrecadar fundos para a compra de peças, insumos, embalagens e para o pagamento de fornecedores. Mesmo com o trauma e o risco de novas enchentes, a cervejaria decidiu, em um primeiro momento, permanecer no bairro Anchieta devido aos altos custos de uma realocação.